# Гропело Каироли
Гропело Каироли (итал. Gropello Cairoli) је насеље у Италији у округу Павија, региону Ломбардија.
Према процени из 2011. у насељу је живело 4365 становника. Насеље се налази на надморској висини од 88 м.

## Становништво
| 1936. | 1951. | 1961. | 1971. | 1981. | 1991. | 2001. | 2011. |
| ----- | ----- | ----- | ----- | ----- | ----- | ----- | ----- |
| 3.851 | 3.858 | 3.844 | 3.798 | 3.877 | 3.973 | 4.105 | 4.592 |